# Liste der Kulturgüter in Leukerbad
Die Liste der Kulturgüter in Leukerbad enthält alle Objekte in der Gemeinde Leukerbad im Kanton Wallis, die gemäss der Haager Konvention zum Schutz von Kulturgut bei bewaffneten Konflikten, dem Bundesgesetz vom 20. Juni 2014 über den Schutz der Kulturgüter bei bewaffneten Konflikten sowie der Verordnung vom 29. Oktober 2014 über den Schutz der Kulturgüter bei bewaffneten Konflikten unter Schutz stehen.
Objekte der Kategorie A sind im Gemeindegebiet nicht ausgewiesen, Objekte der Kategorie B sind vollständig in der Liste enthalten, Objekte der Kategorie C fehlen zurzeit (Stand: 1. Januar 2023).

## Kulturgüter
| Foto |                                                                           | Objekt                                                                             | Kat. | Typ | Standort                        | Beschreibung |
| ---- | ------------------------------------------------------------------------- | ---------------------------------------------------------------------------------- | ---- | --- | ------------------------------- | ------------ |
| ja   | Datei hochladen · Wikidata zu Gemmi Daubenwand (Q29573859)                | Gemmi Daubenwand, mittelalterliche Höhlenburgruinen und Wehranlagen KGS-Nr.: 06820 | A    | F   | 613679 / 138041                 |              |
| BW   | Datei hochladen · Wikidata zu Eisenzeitliches Gräberfeld (Q29892257)      | Eisenzeitliches Gräberfeld KGS-Nr.: 06819                                          | B    | F   | 614700 / 136800                 |              |
| ja   | Datei hochladen · Wikidata zu Kirche Maria Hilfe der Christen (Q29892259) | Kirche Maria Hilfe der Christen KGS-Nr.: 06821                                     | B    | G   | Kirchstrasse 36 614661 / 136465 |              |